# SD Huesca
Sociedad Deportiva Huesca – hiszpański klub z siedzibą w aragońskim mieście Huesca. Został założony w 1960 roku. Aktualnie występuje w Segunda División.

## Osiągnięcia
- 1 sezon w Primera División
- 9 sezonów w Segunda División
- 16 sezonów w Segunda División B
- 30 sezonów w Tercera División[4]

## Stadion
Gracze z Hueski spotkania domowe rozgrywają na obiekcie Estadio El Alcoraz (nazwa pochodzi od miejsca wielkiej bitwy, która rozegrała się w 1096 roku), mogącym pomieścić 8000 kibiców. Został oddany do użytku 16 stycznia 1972 roku.

## Obecny skład
Stan na 1 grudnia 2020
| Nr | Poz. | Piłkarz                                        |
| -- | ---- | ---------------------------------------------- |
| 1  | BR   | Álvaro Fernández                               |
| 2  | PO   | Idrissa Doumbia (wypożyczony ze Sportingu CP)  |
| 3  | OB   | Pablo Maffeo (wypożyczony z VfB Stuttgart)     |
| 4  | OB   | Pablo Insua                                    |
| 5  | PO   | Pedro Mosquera                                 |
| 6  | NA   | Sandro Ramírez                                 |
| 7  | NA   | David Ferreiro                                 |
| 8  | PO   | Eugeni Valderrama                              |
| 9  | NA   | Rafa Mir (wypożyczony z Wolverhampton)         |
| 10 | PO   | Sergio Gómez (wypożyczony z Borussii Dortmund) |
| 11 | OB   | Javier Galán                                   |
| 12 | NA   | Shinji Okazaki                                 |
| 14 | OB   | Jorge Pulido (kapitan)                         |

| Nr | Poz. | Piłkarz                                         |
| -- | ---- | ----------------------------------------------- |
| 15 | NA   | Javier Ontiveros (wypożyczony z Villarrealu CF) |
| 16 | OB   | Luisinho                                        |
| 17 | PO   | Mikel Rico                                      |
| 18 | OB   | Dimitris Siowas                                 |
| 19 | OB   | Pedro López Muñoz                               |
| 20 | PO   | Jaime Seoane                                    |
| 21 | PO   | Juan Carlos Real                                |
| 22 | OB   | Gastón Silva                                    |
| 23 | NA   | Dani Escriche                                   |
| 24 | PO   | Borja García Freire                             |
| 25 | BR   | Andrés Fernández                                |
| 26 | PO   | Kelechi Nwakali                                 |
| 30 | BR   | Antonio Valera                                  |

### Piłkarze na wypożyczeniu
| Nr | Poz. | Piłkarz                                          |
| -- | ---- | ------------------------------------------------ |
|    | PO   | Damián Musto (wypożyczony do SC Internacional)   |
|    | NA   | Joaquín Muñoz (wypożyczony do Málagi CF)         |
|    | PO   | Ronald Gbizie (wypożyczony do CD Numancia)       |
|    | NA   | Juan Peñaloza (wypożyczony do Racingu de Ferrol) |

## Byli i obecni gracze
- Andrés
- Francisco Buyo
- Rubén Castro
- Carlos Diogo
- Toni Doblas
- José Antonio Dorado
- Ion Echaide
- Luis Helguera
- Dani Hernández
- Josetxo
- Jorge Larena
- Alberto Marcos Rey
- Nicolás Medina
- Nacho Novo
- Antonio Núñez
- Daniel Pacheco
- Iñigo Pérez
- David Rivas
- Lluís Sastre